# Гагарін (Узбекистан)
Гагарін (узб. Gagarin, Гагарін) — місто у Джиззацькій області Узбекистану, центр Мірзачульского району. У місті розташована залізнична станція Ірджарська (на лінії Сирдар'їнська — Джиззак)
Статус міста — з 1974 року (до цього — смт Єржар). За радянських часів у місті діяли бавовноочисний завод і завод залізобетонних виробів.
Головною визначною пам'яткою міста Гагарін є пам'ятник Юрію Гагаріну, розташований у центрі міста, на майдані. Щороку 12 квітня жителі приносять квіти, а школярі проводять заходи, присвячені Дню космонавтики.

## Населення
| 1979   | 1989   | 2012   |
| ------ | ------ | ------ |
| 19 582 | 17 907 | 45000+ |

## Культура
У місті працює казахський театр імені Аноркула Кулманова, який намагається доносити до казахських глядачів твори узбецьких драматургів.

## Відомі уродженці і пам'ятки
- Дімітріс Пападопулос, грецький футболіст, чемпіон Європи 2004 року.